# 和平者埃德加
埃德加一世（英语：Edgar the Peaceful；943年8月7日—975年7月8日），也被稱為和平者埃德加。為英格蘭國王（959年－975年）。是埃德蒙一世的儿子。他最信赖的臣属是大主教邓斯坦。他在位期间开启了英格兰历史上罕见的和平繁荣时期。

## 统治时期
公元959年，埃德加即位成为英格兰国王，开启了英格兰历史上罕见的和平繁荣时期。作为阿尔弗雷德大帝的曾孙，埃德加凭借血统优势与政治智慧，迅速巩固了王权。他首先以铁腕镇压了军事将领的叛乱，并通过一系列外交手段将各地领主团结在“抵御维京人”的共同目标下。当时，维京人的“大军”（micel here，古英语中意为“大军队”）仍频繁侵扰英格兰沿海，埃德加通过强化海军防御与丹麦区（Danelaw）的政策，暂时遏制了北欧势力的扩张。  
宗教改革是埃德加统治的核心支柱。他重用坎特伯雷大主教邓斯坦（Dunstan），推动盎格鲁-撒克逊教会的全面革新。邓斯坦不仅改革修道院制度，还促使教会成为王权的坚实盟友。至埃德加统治末期，教会已掌握王国半数以上的土地，其影响力渗透至司法与行政领域。埃德加颁布的《惠特福德法典》（Whitbordesstan）等法令，首次在英格兰全境推行统一司法程序，填补了地方领主法律的空白。此外，他任命奥斯瓦尔德（Oswald）为约克大主教，成功将威塞克斯的影响力拓展至长期由丹麦人控制的北部地区，为后来的英格兰统一奠定了基础。

## 晚年危机
然而，埃德加的晚年笼罩在理想与现实的冲突中。973年，他效仿神圣罗马帝国皇帝奥托一世，在巴斯（Bath）举行了一场盛大的加冕仪式，试图以“不列颠皇帝”之名重塑权威。巴斯因作为罗马-不列颠文明的象征，被选为这一政治表演的舞台。然而，这场耗资巨大的仪式仅吸引了少量农民围观，金碧辉煌的游船游行也未能掩盖帝国的虚幻本质。编年史家讽刺道：“所谓‘帝国’不过是国王的一场白日梦。”埃德加的野心暴露了威塞克斯的脆弱——斯堪的纳维亚势力仍在壮大，而贵族阶层已逐渐离心。  

## 继承人问题
978年，埃德加骤然离世，留下两个未成年的儿子：长子爱德华（Edward the Martyr，“殉道者”）与次子埃塞尔雷德（Æthelred the Unready，“决策无方者”）。贤人会议（Witan）在继承问题上陷入分裂。爱德华虽为长子，但性格羸弱；但埃塞尔雷德年仅7岁，其母埃尔夫斯里斯是王国最有权势的女性，她通过联姻与土地积累掌握了庞大资源。最终，贤人会议选择了爱德华，但这一决定激化了宫廷矛盾。